# Wielka Synagoga w Sztokholmie
Wielka Synagoga w Sztokholmie (szw. Stockholms synagoga; hebr. ‏בית הכנסת הגדול של שטוקהולם‎) – synagoga znajdująca się w Sztokholmie, stolicy Szwecji, przy Wahrendorffsgatan 3, obok parku Kungsträdgården. Jest obecnie jedynym czynnym żydowskim domem modlitwy w mieście.
Synagoga została zbudowana w latach 1867–1870 według projektu Fredrika Scholandera, który ją zaprojektował w 1862 roku. Zastąpiła ona, funkcjonującą w latach 1790–1870, synagogę w Tyskim Brunnsplanie na sztokholmskim Starym Mieście. Obecnie synagoga jest cały czas czynna i służy żydowskiej wspólnocie konserwatywnej ze Sztokholmu i okolic. Jest wpisana na listę narodowego dziedzictwa Szwecji.
W piwnicach synagogi znajduje się obszerna biblioteka żydowska (szw. Judiska biblioteket), kierowana przez Larsa Raija. W jej zbiorach znajdują się książki w językach: szwedzkim, angielskim, niemieckim, francuskim, hebrajskim, jidysz i innych. W skład tego wchodzi również obszerny księgozbiór rabina Marcusa Ehrenpreisa, który w latach 1914–1951 pełnił funkcję naczelnego rabina Szwecji. Biblioteka okazjonalnie organizuje wystawy o tematyce żydowskiej.
Od 2015 rabinem jest Ute Steyer, pierwsza kobieta rabin w Szwecji.